# Pseudonapomyza subspinosa
Pseudonapomyza subspinosa är en tvåvingeart som beskrevs av Spencer 1985. Pseudonapomyza subspinosa ingår i släktet Pseudonapomyza och familjen minerarflugor.
Artens utbredningsområde är Kenya. Inga underarter finns listade i Catalogue of Life.